# Decorazioni militari della seconda guerra mondiale
Questa è la lista delle decorazioni militari della seconda guerra mondiale assegnate ai combattenti che si sono distinti in battaglia.

## Alleati

### Australia
- Atlantic Star
- Air Crew Europe Star
- Africa Star
- Pacific Star
- Burma Star
- Italy Star
- France and Germany Star
- Defence Medal
- War Medal 1939-1945

### Grecia
- Greek Flying Cross

### Unione Sovietica
- Eroe dell'Unione Sovietica
- Ordine di Lenin
- Ordine della Vittoria
- Ordine della Bandiera rossa
- Ordine di Suvorov
- Ordine di Kutuzov
- Ordine di Ušakov
- Ordine di Nachimov
- Ordine della Gloria
- Ordine di Aleksandr Nevskij
- Ordine della Guerra patriottica
- Ordine della Stella rossa
- Medaglia per la vittoria sulla Germania nella grande guerra patriottica 1941-1945
- Medaglia per la vittoria sul Giappone
- Medaglia per la difesa di Leningrado
- Medaglia per la difesa di Odessa
- Medaglia per la difesa di Sebastopoli
- Medaglia per la difesa di Stalingrado
- Medaglia per la difesa di Mosca
- Medaglia per la difesa del Caucaso
- Medaglia per la difesa del Transartico sovietico
- Medaglia per la difesa di Kiev
- Medaglia per la cattura di Berlino
- Medaglia per la cattura di Vienna
- Medaglia per la cattura di Königsberg
- Medaglia per la cattura di Budapest
- Medaglia per la liberazione di Praga
- Medaglia per la liberazione di Varsavia
- Medaglia per la liberazione di Belgrado

### Stati Uniti
- Medal of Honor
- Navy Cross
- Distinguished Service Cross
- Army Distinguished Service Medal
- Legion of Merit
- Silver Star
- Bronze Star Medal
- Purple Heart
- Distinguished Flying Cross
- Air Medal
- World War II Victory Medal
- Asiatic-Pacific Campaign Medal
- American Campaign Medal

### Regno unito
- Victoria Cross
- George Cross
- Ordine del Bagno
- Ordine dell'Impero Britannico
- Distinguished Service Order
- Distinguished Service Cross
- Military Cross
- Distinguished Flying Cross
- Air Force Cross
- Distinguished Conduct Medal
- Conspicuous Gallantry Medal
- Distinguished Service Medal
- Military Medal
- Menzione nei dispacci
- Atlantic Star
- Air Crew Europe Star
- Africa Star
- Pacific Star
- Burma Star
- Italy Star
- France and Germany Star
- Defence Medal
- War Medal 1939-1945

### Francia
- Croix de guerre 1939-1945

### Polonia
- Ordine Virtuti militari
- Ordine della Croce di Grunwald
- Ordine della Croce dell'indipendenza
- Croce al valore
- Croce al merito con spade
- Croce commemorativa di Monte Cassino
- Croce al merito partigiano

### Iugoslavia
- Ordine dell'Eroe popolare

## Asse e alleati

### Germania
- Croce di Ferro
- Croce Tedesca
- Medaglia Ostvolk

### Romania
- Ordine di Michele il Coraggioso
- Ordine della Stella di Romania

### Finlandia
- Ordine della croce della libertà
- Ordine della Rosa bianca
- Ordine del Leone di Finlandia

### Italia
- Medaglia commemorativa della 221ª Legione CC.NN. "Fasci Italiani all'Estero"

## Non partecipanti

### Israele
- Medaglia per i combattenti contro i nazisti

| Controllo di autorità | LCCN (EN) sh85148440 · J9U (EN, HE) 987007565972305171 |